# Moldenhütten
Moldenhütten ist ein Wohnplatz des Ortsteils Gottow der Gemeinde Nuthe-Urstromtal im Landkreis Teltow-Fläming in Brandenburg.

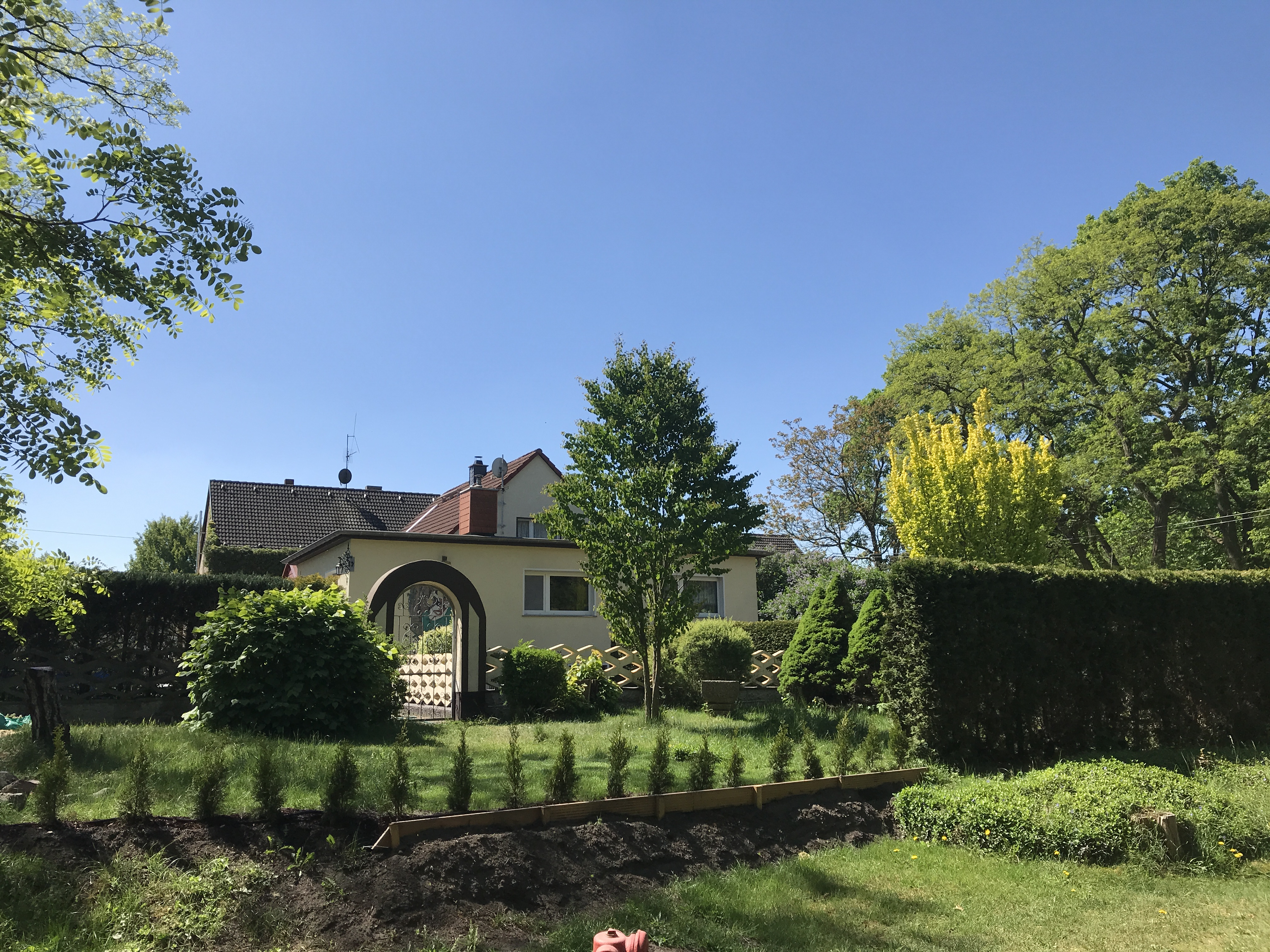
Moldenhütten

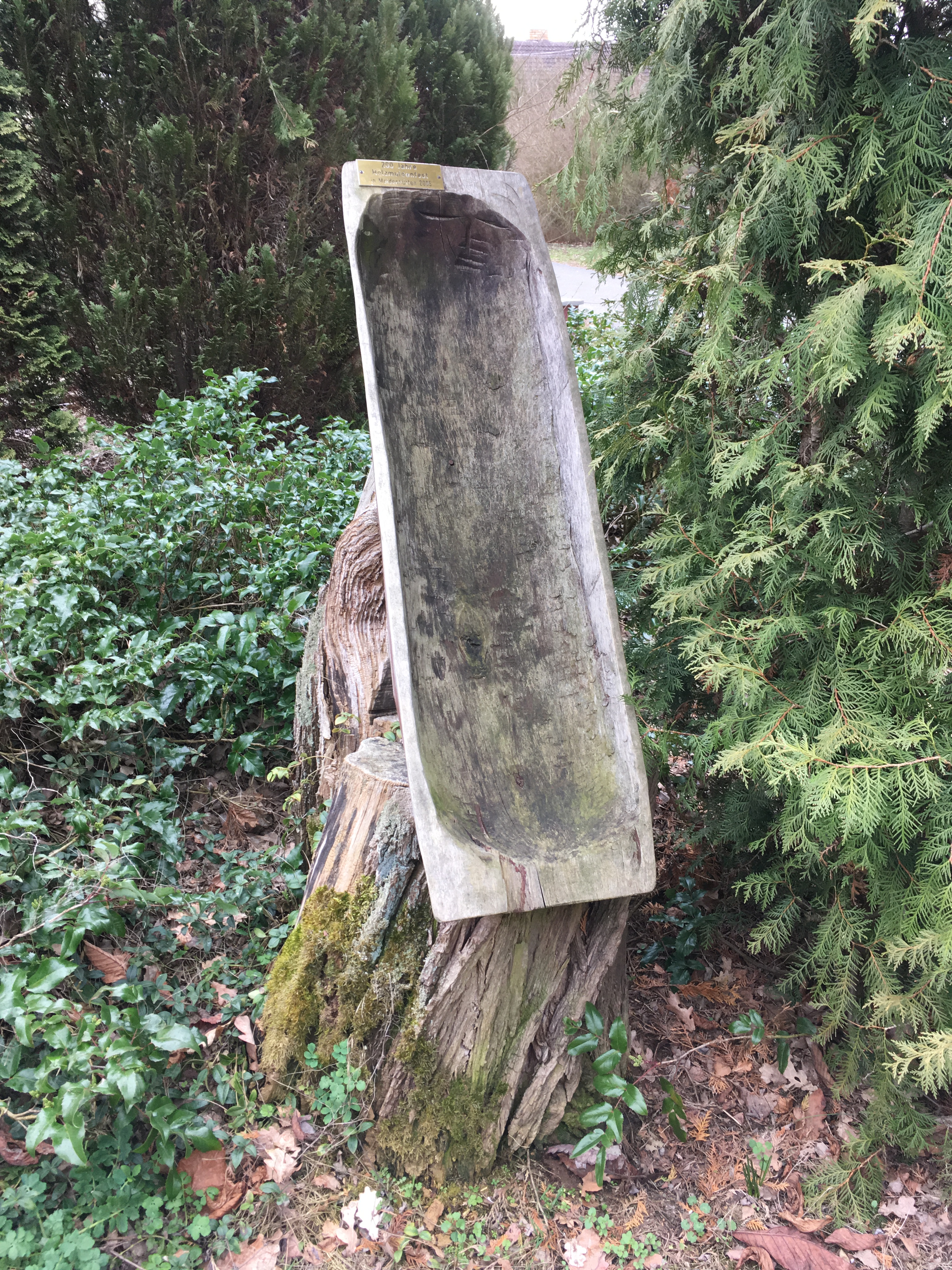
Holzmulde 2005

## Geografische Lage
Moldenhütten liegt südlich des Gemeindezentrums.
Nördlich liegt der Ortsteil Woltersdorf. Es folgen im Uhrzeigersinn Schöneweide, die Siedlung Unterhammer, Gottow, Jänickendorf, die Stadt Luckenwalde und dessen Ortsteil Kolzenburg. Der überwiegende Teil der Gemarkung ist bewaldet. Der Lausergraben fließt in Süd-Nord-Richtung durch den Wohnplatz; die östliche Grenze ist der Eiserbach.

## Geschichte und Etymologie
Der Ort wurde erstmals schon 1787, dann folgend 1805 erwähnt und gehörte zum Luckenwaldeschen Kreis. In dieser Zeit verarbeiteten Handwerker Linden und Erlen aus der Region weiter, in dem sie Vertiefungen (Mulden) in das Holz schlugen. Diese Holzmulden wurden im Haushalt, beim Schlachten oder im Bäckerhandwerk eingesetzt. Eine weitere Verwendung fanden die Holzstücke beim Einsammeln von Erz, das im benachbarten Gottow in der Königlich Preußischen Eisenhütte Gottow weiterverarbeitet wurde. Die Tätigkeit war offenbar nur gering entlohnt, so dass die Arbeiter lediglich Hütten errichten konnten. Im Ortschaftsverzeichnis des Regierungsbezirkes aus 1817 erscheint der Begriff Moldenhauershütten (Moldenhütten), mit der Qualitätsbemerkung von Tagelöhnerhäusern. In einer Schulenbürgerischen Karte aus den Jahren 1870 und 1871 wiederholt sich schließlich die Bezeichnung als Moldenhauer Hütten. 1885 wird der Wohnplatz auch als Colonie bezeichnet. Bis 1952 gehörte Gottow und somit Moldenhütten zum Kreis Jüterbog-Luckenwalde, dann zum neu gebildeten Kreis Luckenwalde im DDR-Bezirk Potsdam.
Moldenhütten wurde mit Gottow am 6. Dezember 1993 in die neue Gemeinde Nuthe-Urstromtal eingegliedert. 2005 feierte der Ort ein „200 Jahre Holzmuldenfest“.

## Persönlichkeiten
- Gustav-Georg Thiele, Rundfunktechniker, 1920 in Moldenhütten geboren[6][7]

## Sehenswürdigkeiten
- Hammerfließ, Gottower See mit Waldlehrpfad
- Forellenzuchtanlage

## Wirtschaft, Politik und Infrastruktur
Im Ort sind keine Gewerbe ansässig. Der Wohnplatz wird von Gottow aus verwaltet. Der dortige  Ortsvorsteher ist Ulf Neugebauer.
Eine Landstraße führt nördlich der Gemarkung in West-Ost-Richtung am Wohnplatz vorbei. Von dort aus verzweigt die Stichstraße Moldenhütten in den Wohnplatz. Die Verkehrsgesellschaft Teltow-Fläming bindet Moldenhütten mit den Linien 770 und 796 nach Luckenwalde, Sperenberg und Zossen an.